# اسکایپر

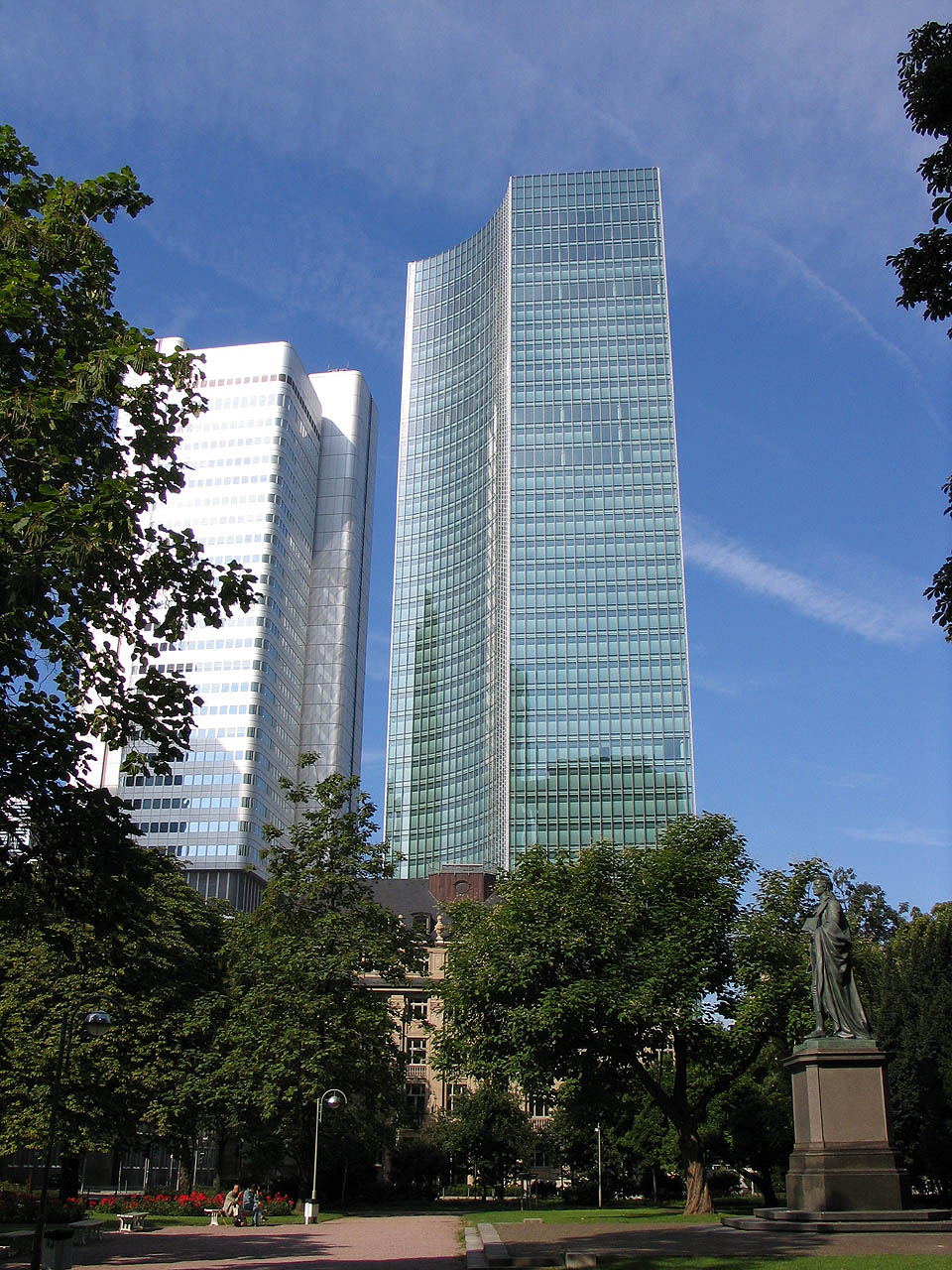
ساختمان اسکایپر

اسکایپر (به انگلیسی:Skyper) یک آسمان‌خراش با کاربری تجاری و مسکونی در فرانکفورت آلمان است. کار ساخت این آسمانخراش در سال ۲۰۰۲ آغاز an و در سال ۲۰۰۵ پایان یافت.
ارتفاع این ساختمان ۳۸ طبقه که ۱۷ آسانسور دارد ۱۵۳ متر است و حدود ۴۸۰ میلیون یورو ارزش دارد.